# Boucles de l'Aulne 2016
La Boucles de l'Aulne 2016, settantasettesima edizione della corsa, valida come evento di classe 1.1 dell'UCI Europe Tour 2016 e come undicesima prova del circuito Coppa di Francia. Si svolse il 29 maggio 2016 su un percorso di 169,8 km. Fu vinta dal francese Samuel Dumoulin, che giunse al traguardo con il tempo di 3h56'28", alla media di 43,084 km/h, al secondo posto si classificò Arthur Vichot e al terzo Clément Venturini entrambi francesi.
Dei 128 partenti, al traguardo completarono la gara 78 corridori.

## Squadre e corridori partecipanti
| N.    | Cod. | Squadra                      |
| ----- | ---- | ---------------------------- |
| 1-8   | AUB  | HP-BTP Auber 93              |
| 11-18 | FDJ  | FDJ                          |
| 21-28 | ALM  | AG2R La Mondiale             |
| 31-38 | COF  | Cofidis, Solutions Crédits   |
| 41-48 | FVC  | Fortuneo-Vital Concept       |
| 52-57 | DEN  | Direct Énergie               |
| 61-68 | DMP  | Delko-Marseille Provence-KTM |
| 71-78 | CJR  | Caja Rural-Seguros RGA       |
| 81-88 | TSV  | Topsport Vlaanderen-Baloise  |

| N.      | Cod. | Squadra                       |
| ------- | ---- | ----------------------------- |
| 91-98   | RLM  | Roubaix-Lille Métropole       |
| 101-108 | ADT  | Armée de Terre                |
| 111-118 | FRA  | Selezione francese            |
| 122-128 | CCD  | Team Differdange-Losch        |
| 131-138 | EUS  | Euskadi Basque Country-Murias |
| 141-148 | AZT  | D'Amico-Bottecchia            |
| 151-158 | STF  | Start-Vaxes                   |
| 161-168 | GME  | GM Europa Ovini               |

## Ordine d'arrivo (Top 10)
| Pos. | Corridore         | Squadra     | Tempo    |
| ---- | ----------------- | ----------- | -------- |
| 1    | Samuel Dumoulin   | AG2R La M.  | 3h56'28" |
| 2    | Arthur Vichot     | FDJ         | s.t.     |
| 3    | Clément Venturini | Cofidis     | s.t.     |
| 4    | Maxime Vantomme   | Roubaix     | s.t.     |
| 5    | Julien Duval      | Armée de T. | s.t.     |
| 6    | Marco Tizza       | D'Amico     | s.t.     |
| 7    | José Gonçalves    | Caja Rural  | s.t.     |
| 8    | David Menut       | Auber 93    | s.t.     |
| 9    | Romain Hardy      | Cofidis     | s.t.     |
| 10   | Adrian González   | Euskadi     | s.t.     |